# Dispozitiv de luptă
Dispozitivul de luptă reprezintă dispunerea în teren a elementelor structurii militare în vederea desfășurării acțiunilor de luptă, prin care se materializează decizia comandantului privind modalitatea de întrebuințare a forțelor și mijloacelor pentru îndeplinirea misiunii de luptă.